# 港沟水库
港沟水库是中国湖北省襄阳市境内的一座水库，位于唐白河支流港沟上，建于1960年。水库正常库容为267万立方米，集雨面积为93.5平方千米，海拔为93.5米。